# Ford Granada (Europa)
Ford Granada – samochód osobowy klasy wyższej produkowany pod amerykańską marką Ford w latach 1972 – 1994.

## Pierwsza generacja

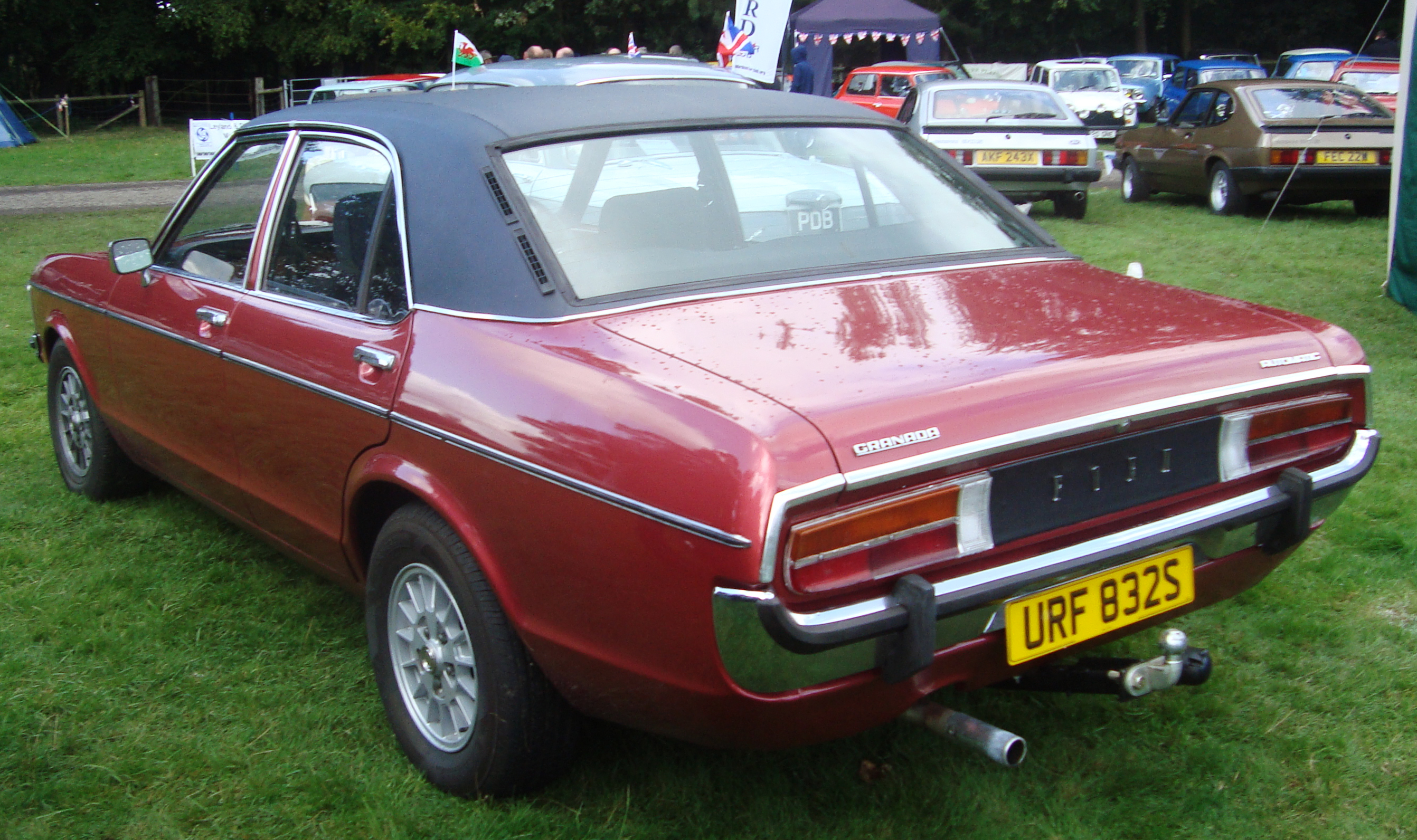
Ford Granada I - tył

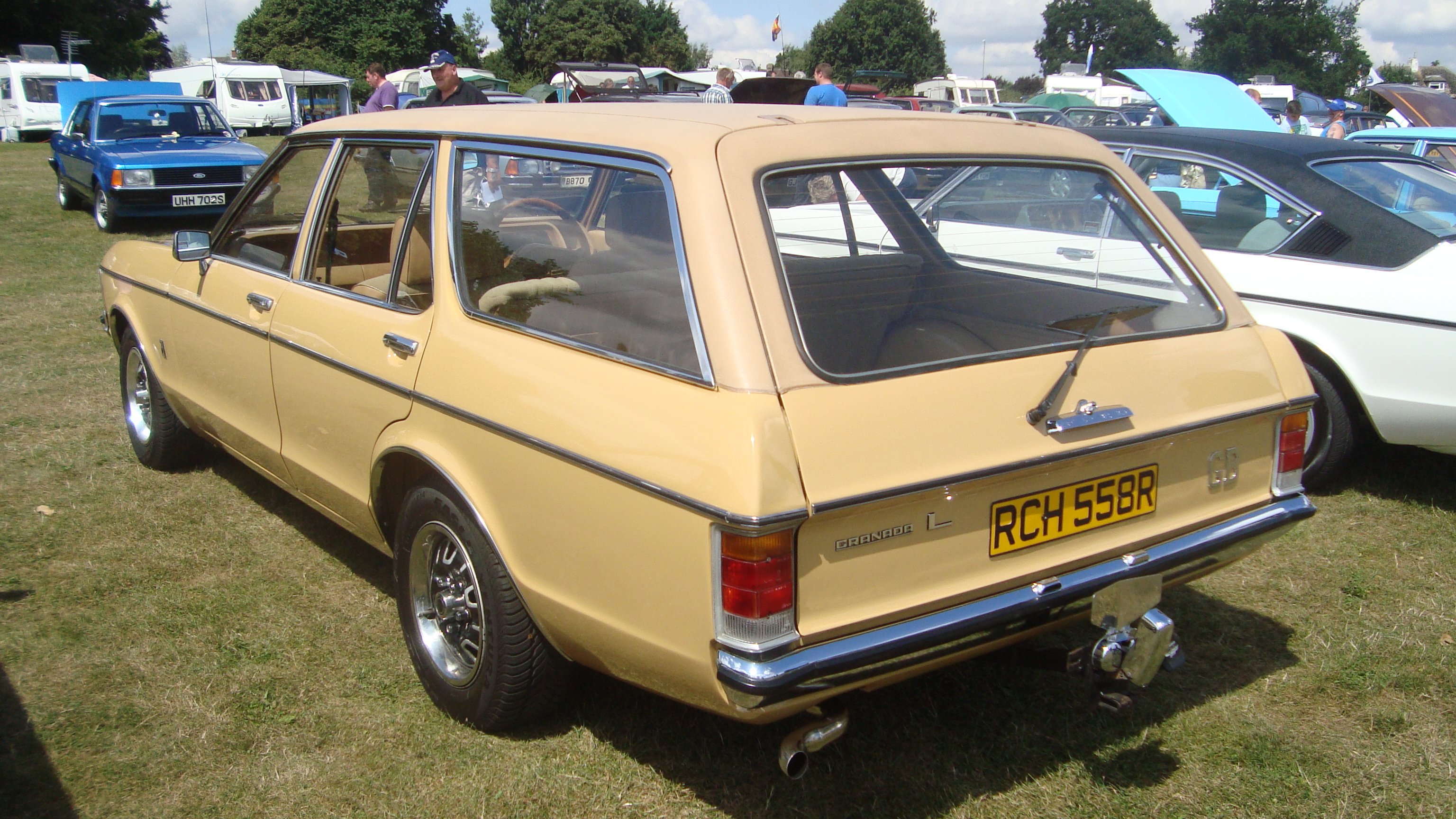
Ford Granada I Kombi

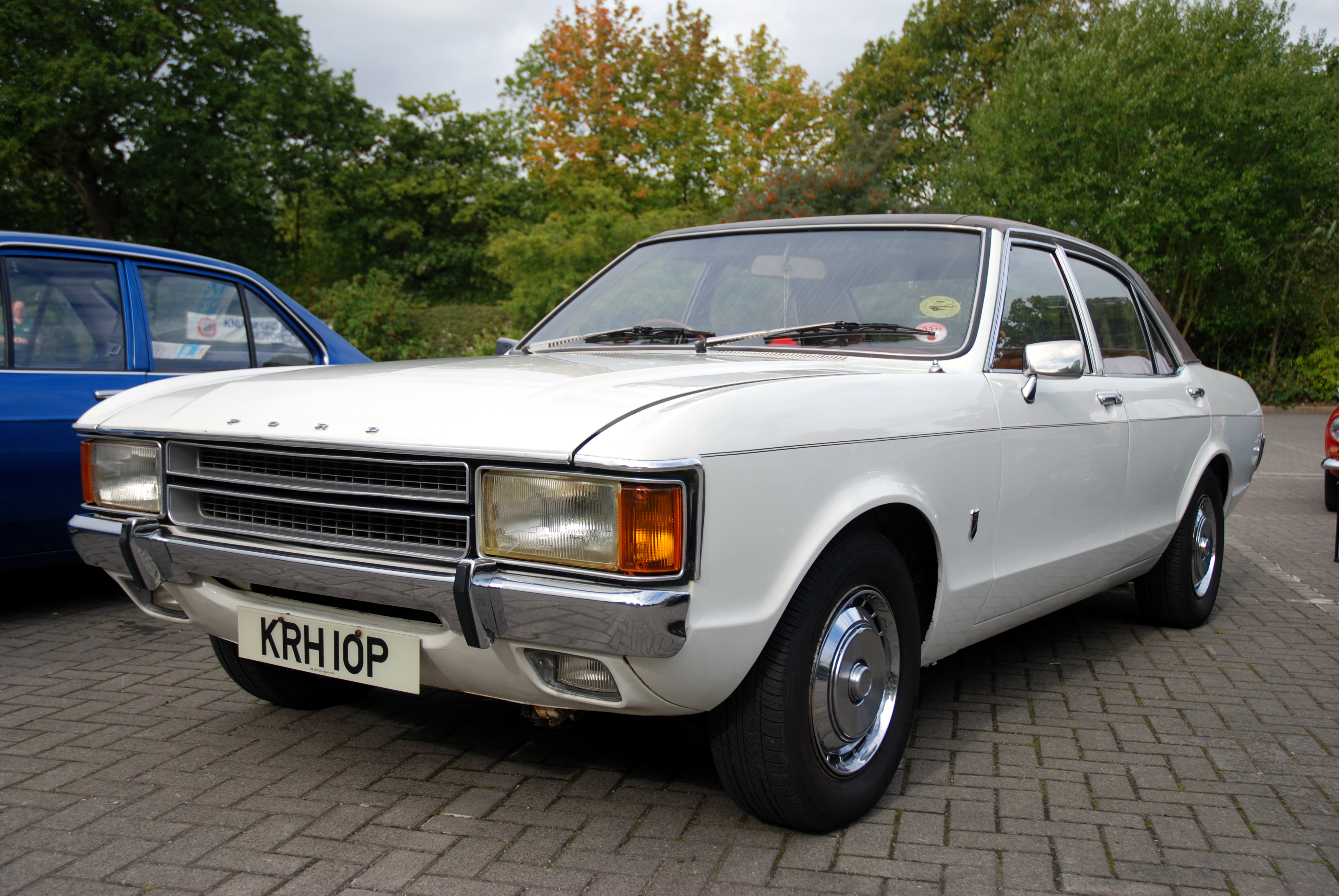
Ford Consul

Ford Granada I został zaprezentowany po raz pierwszy w 1972 roku.
Granada pojawiła się europejskiej ofercie Forda jako nowy model klasy wyższej, który zastąpił produkowane dotychczas niezależnie od siebie modele brytyjskiego (Ford of Britain) i niemieckiego (Ford-Werke) oddziału Forda – Zephyr, Zodiac i Executive oraz Taunus 17/20/26M.
Pierwsza generacja Granady wyróżniała się obłą sylwetką z wyraźnie zaznaczonymi nadkolami, a także nisko osadzonym pasem przednim. Zdobiły go prostokątne reflektory, a także otoczona chromowaną obwódką atrapa chłodnicy. Z kolei z tyłu znalazły się podłużne, prostokątne lampy, między którymi znalazło się czarne wypełnienie odróżniające się barwą od lakieru nadwozia.

### Consul
Równolegle z Granadą pierwszej generacji, ofertę uzupełniła także podstawowa, tańsza odmiana, dla której przywrócono do użytku wielokrotnie stosowaną już nazwę Ford Consul. Odróżniała się ona uboższym wyposażeniem, mniejszą liczbą chromowanych ozdobników i niższą ceną.

### Silniki
- L4 2.0l Pinto
- V4 1.7l Taunus
- V4 2.0l Essex
- V6 2.0l Cologne
- V6 2.3l Cologne
- V6 2.5l Essex
- V6 2.6l Cologne
- V6 2.8l Cologne
- V6 3.0l Essex
- V8 5.0l Windsor

## Druga generacja

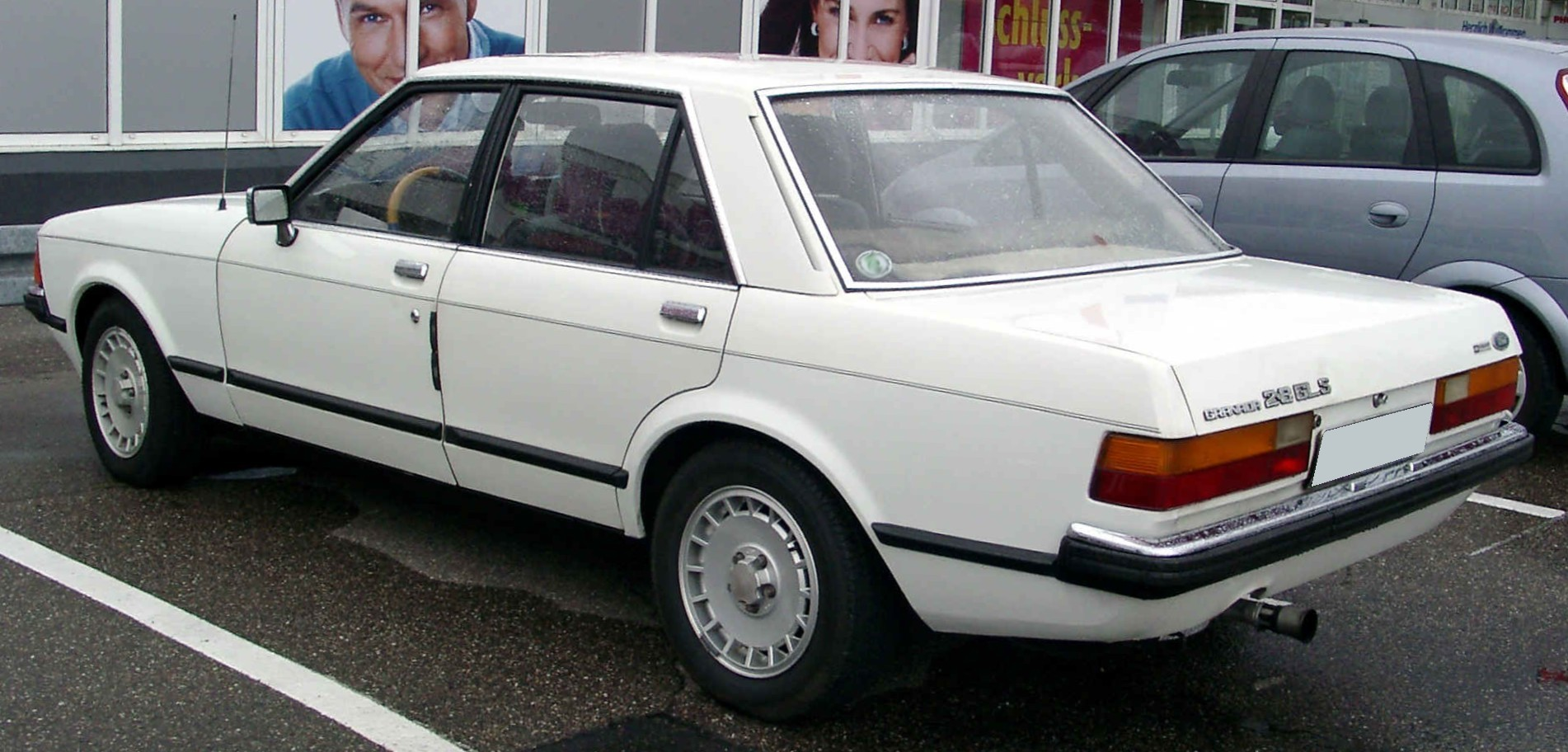
Ford Granada II - tył

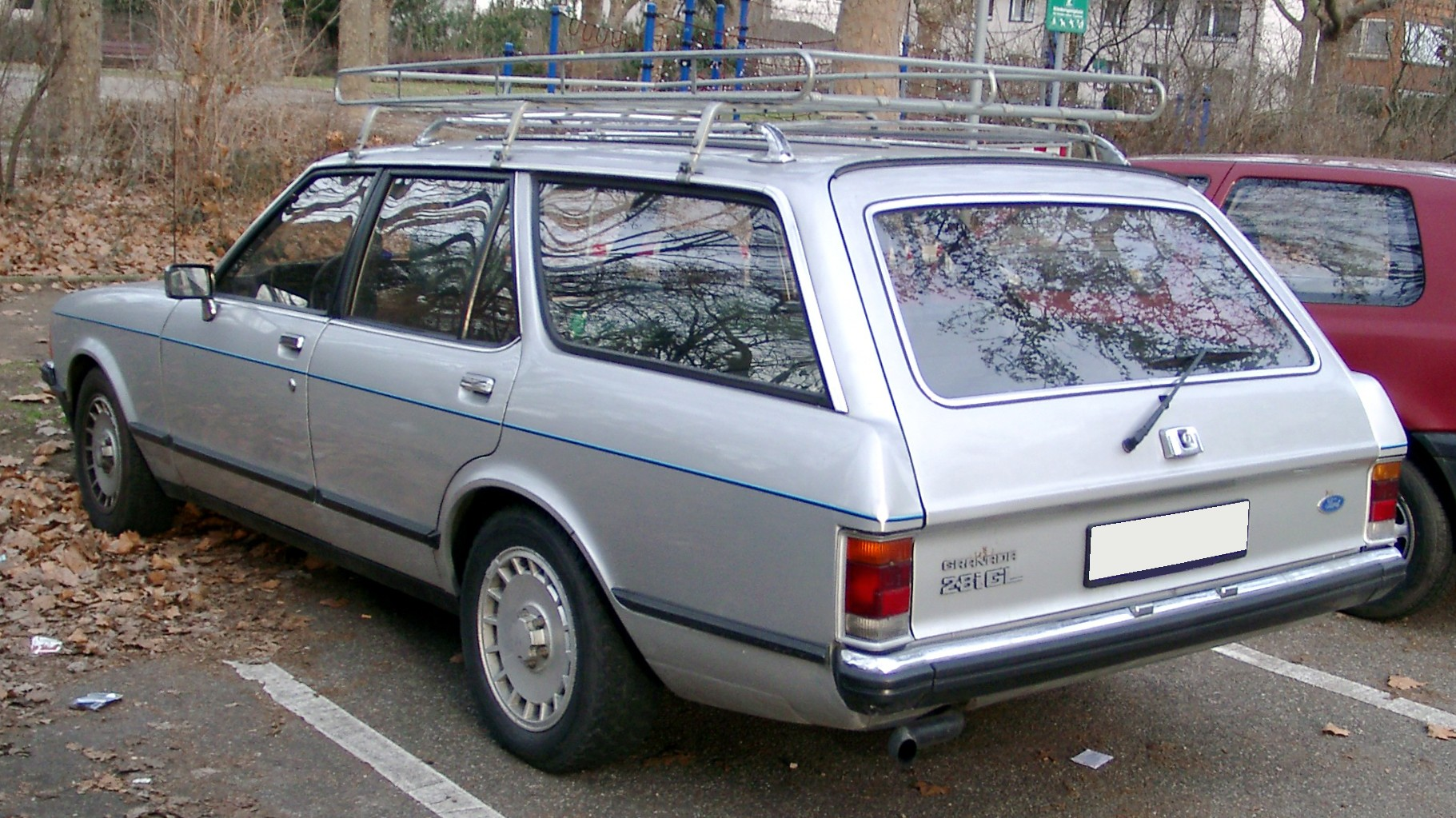
Ford Granada II Kombi

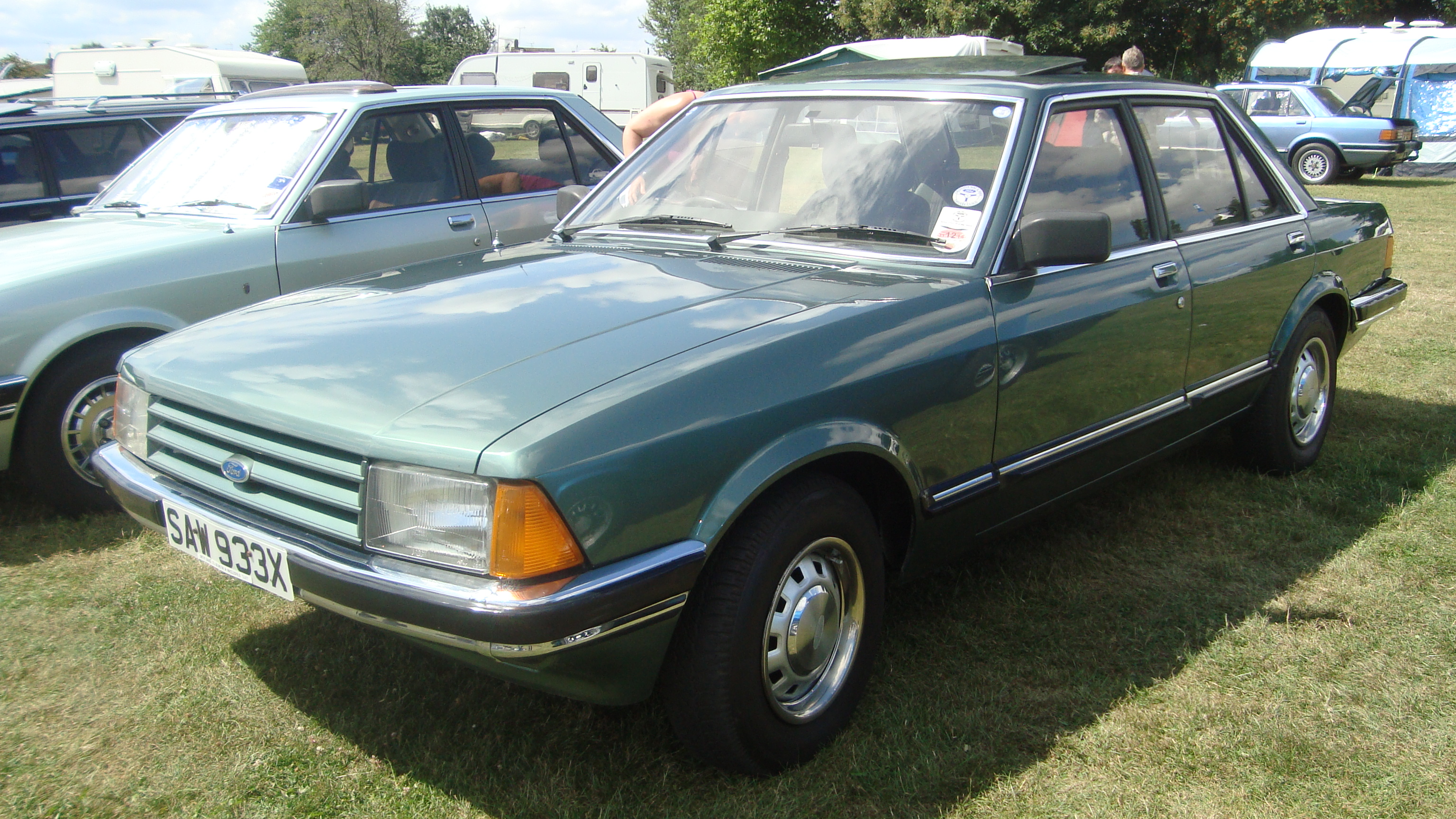
Ford Granada II po liftingu

Ford Granada II został zaprezentowany po raz pierwszy w 1977 roku.
Druga generacja Forda Granady powstała według zupełnie nowej koncepcji stylistycznej, aczkolwiek opartej na starej - wydłużonej jedynie o 51 mm -  platformie. Dzięki niej sztandarowa limuzyna Forda na rynku europejskim i południowoafrykańskim stała się dłuższa, a w ramach nowego kierunku stylistycznego marki zastosowanego już w przypadku mniejszych modeli, zyskała smuklejsze, ostrzejsze kształty. Z przodu pojawiły się dwukloszowe reflektory z trójkątnymi kierunkowskazami zachodzącymi na błotnik, a także duża prostokątna atrapa chłodnicy. Z tyłu z kolei znalazły się duże, podłużne lampy również zachodzące na narożniki błotników.
W plebiscycie na Europejski Samochód Roku 1978 Granada II zajęła 3. pozycję (za Porsche 928 i BMW E23).

### Lifting
W 1981 roku Ford Granada II przeszedł drobną restylizację, w ramach której pojawiły się zmiany w wyposażeniu standardowym oraz inna atrapa chłodnicy. Odtąd była ona malowana w kolorze nadwozia, mając poziome poprzeczki. Produkcja modelu zakończyła się w 1985 roku, kiedy to na rynku Europy kontynentalnej zastąpił go nowy model o nazwie Scorpio.

### Silniki
- L4 1.6l Pinto
- L4 2.0l Pinto
- V4 1.7l Taunus
- V6 2.0l Cologne
- V6 2.3l Cologne
- V6 2.8l Cologne
- L4 1.9l Peugeot D
- L4 2.1l Peugeot D
- L4 2.5l Peugeot D

## Trzecia generacja

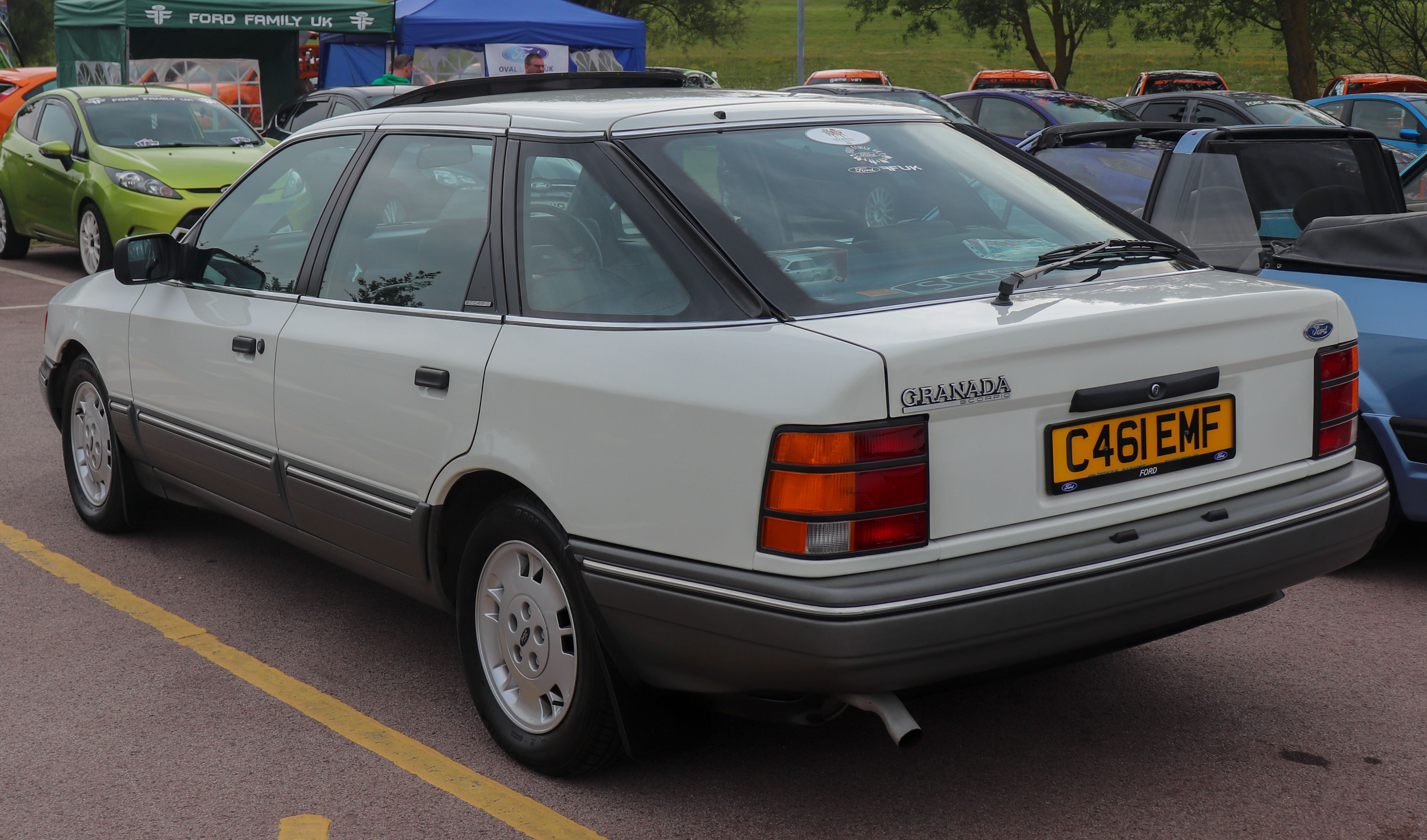
Ford Granada III - tył

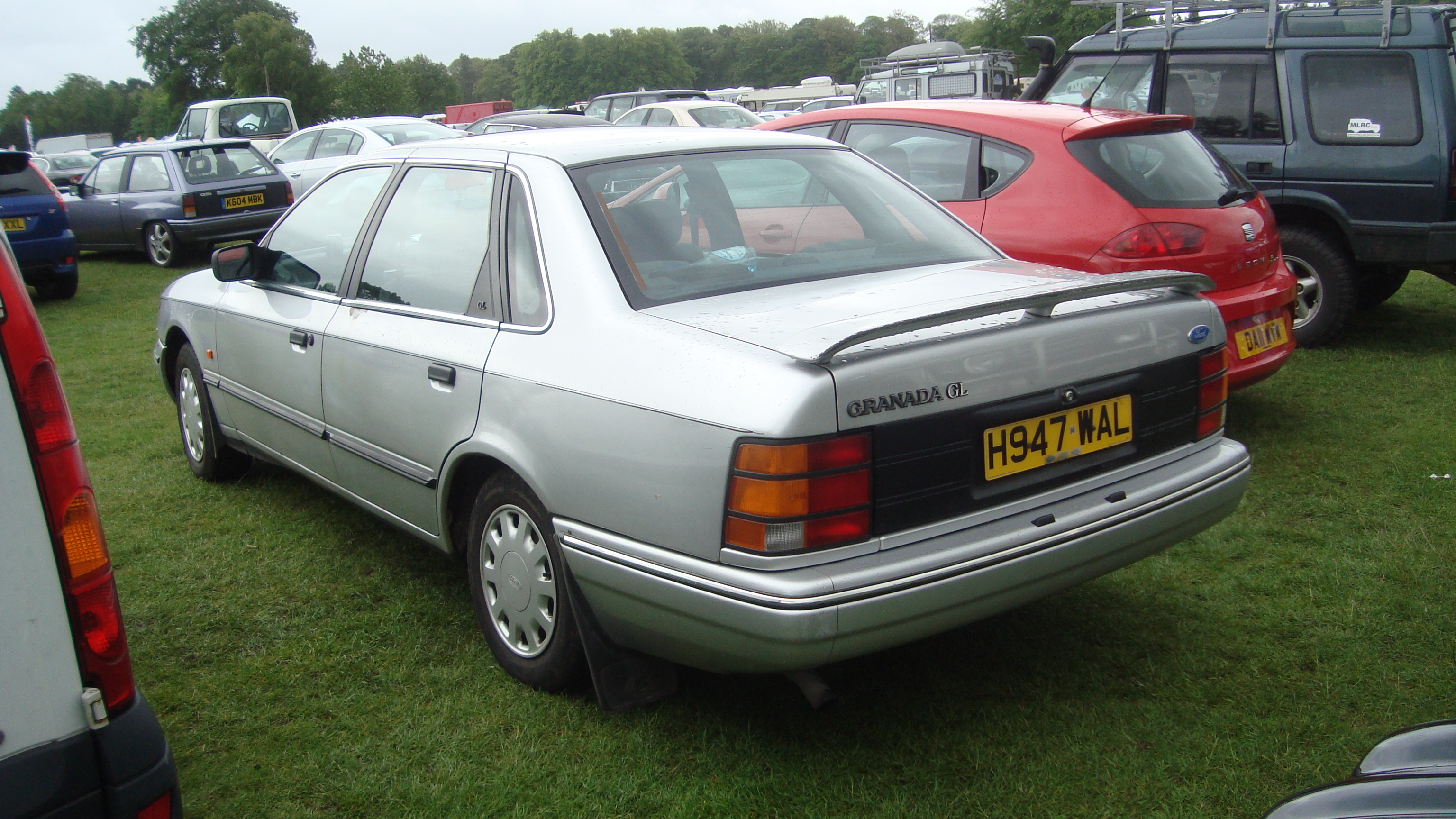
Ford Granada III Sedan

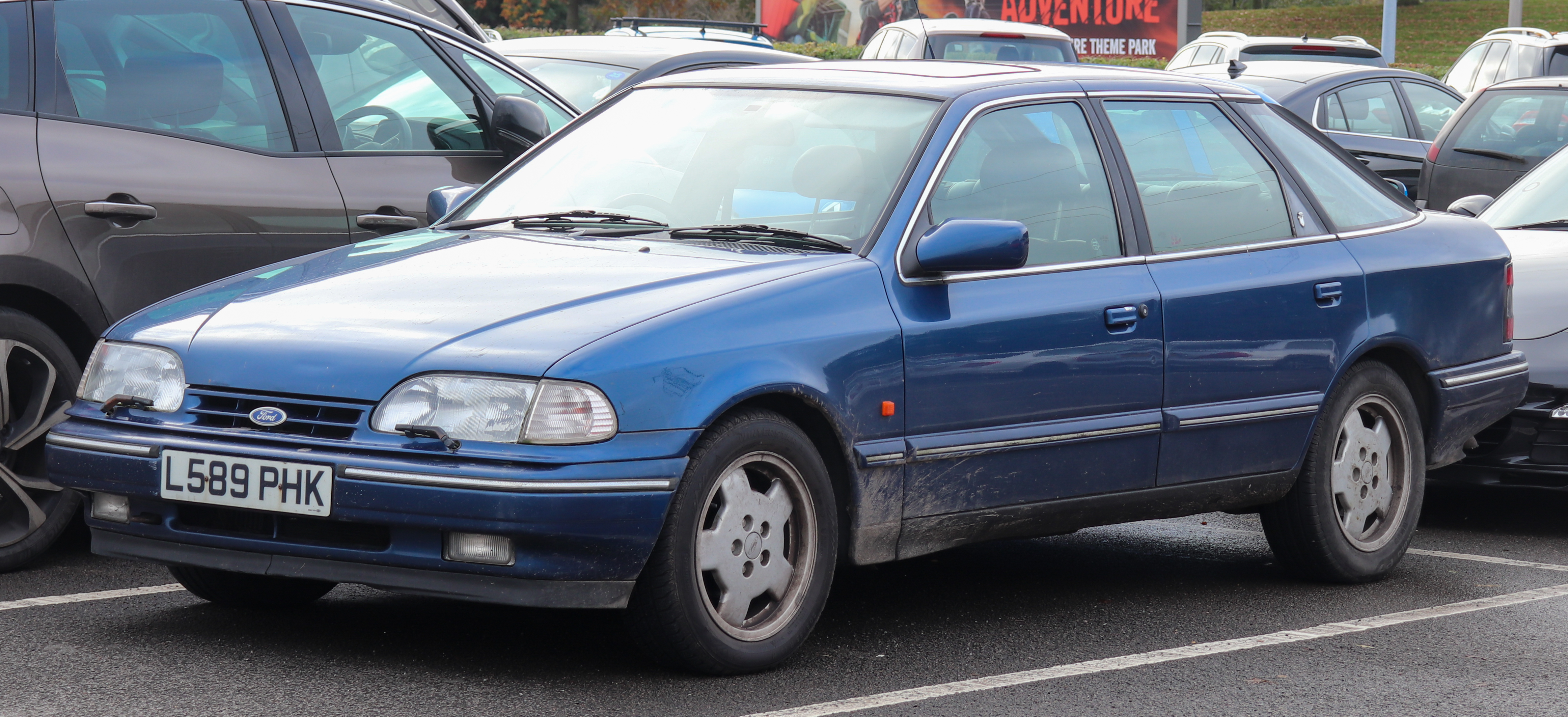
Ford Granada III po liftingu

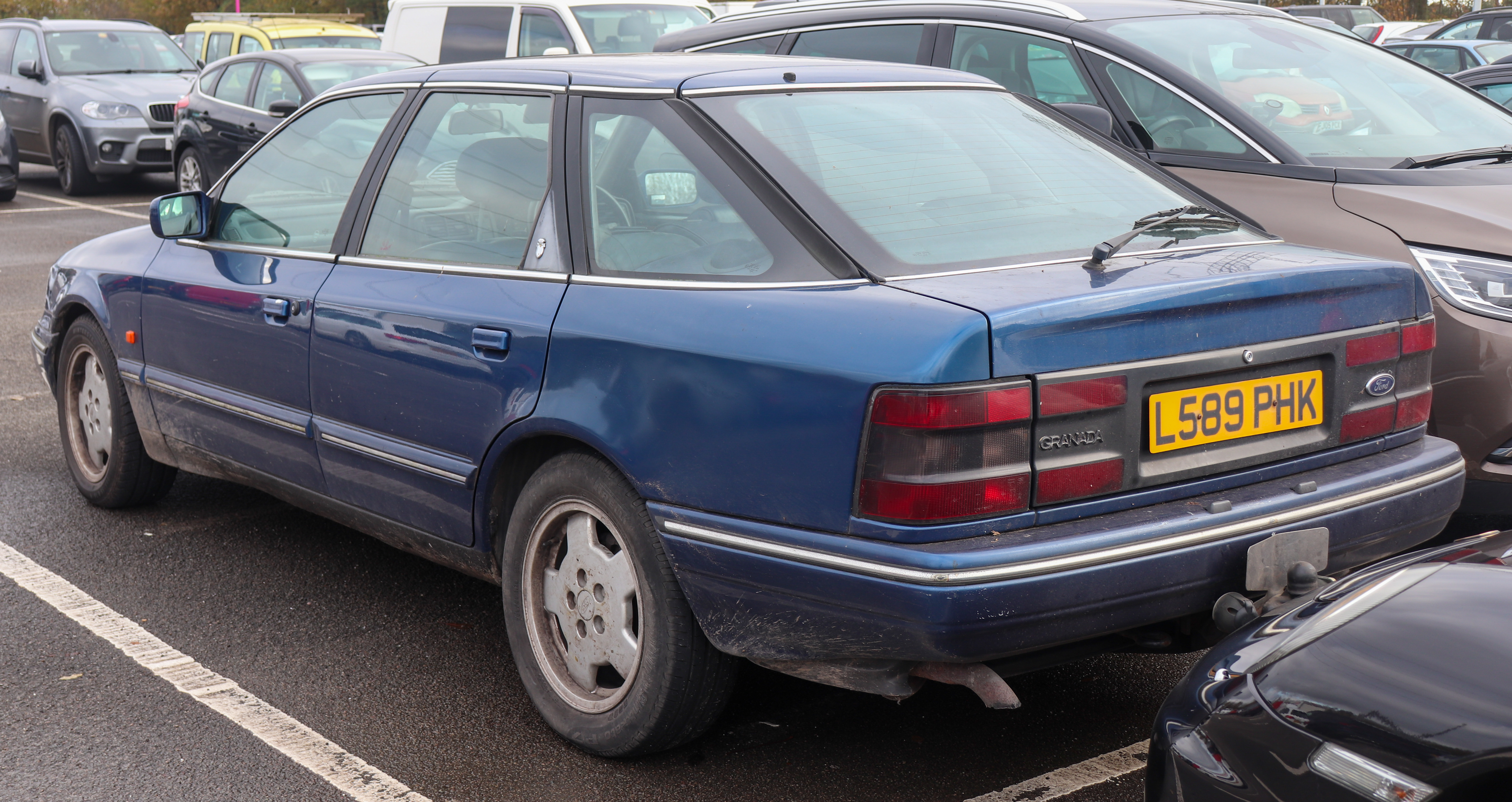
Ford Granada III - tył po liftingu

Ford Granada III został zaprezentowany po raz pierwszy w 1985 roku.
W czasie, gdy na rynku Europy kontynentalnej Granadę drugiej generacji zastąpił zupełnie nowy model o nazwie Scorpio, brytyjski oddział Forda zdecydował się zachować nazwę Granada dla tego modelu, oferując go jaką trzecią generację tej serii. Brytyjska Granada III była identyczna względem niemieckiego odpowiednika, wyróżniając się masywną kanciastą sylwetką, dużymi szybami pokrywającymi także słupki, a także dużymi, podłużnymi reflektorami.
W przeciwieństwie jednak do pozostałych rynków Europy, w Wielkiej Brytanii i Irlandii Granadę III oferowano tylko jako liftbacka i sedana, bez wersji kombi znanej z gamy Scorpio.

### Lifting
W marcu 1992 roku razem z bliźniaczym Scorpio, brytyjski Ford Granada trzeciej generacji przeszedł obszerną modernizację wyglądu zewnętrznego. Pojawiła się atrapa chłodnicy z logo producenta, bardziej zaokrąglone kanty reflektorów, a także nowe, przyciemnione klosze tylnych lamp z mniejszym emblematem modelu.

### Koniec produkcji i następca
Trwająca 9 lat produkcja trzeciej generacji Forda Granady zakończyła się w 1994 roku, kiedy to europejski oddział Forda przedstawił nową, drugą generację modelu Scorpio. Tym razem zdecydowano się oferować ją także na Wyspach Brytyjskich pod tą nazwą, rezygnując z emblematu Granada po 22 latach rynkowej obecności.

### Silniki
- L4 1.8l Pinto
- L4 2.0l Pinto
- L4 2.0l DOHC
- V6 2.4l Cologne
- V6 2.8l Cologne
- V6 2.9l Cologne
- V6 2.9l Cosworth
- L4 2.5l Peugeot Diesel
- L4 2.5l Peugeot Turbo Diesel